# أندريه ليفي (مترجم)
أندريه ليفي (بالفرنسية: André Lévy)‏ هو مترجم فرنسي، ولد في 24 نوفمبر 1925 في تيانجين في الصين، وتوفي في 3 أكتوبر 2017 في بوردو في فرنسا.